# Більський Степан Володимирович
Степа́н Володи́мирович Бі́льський  (8 січня 1866 — 7 травня 1943) — український геолог.
Народився в Борзні на Чернігівщині в сім'ї вчителя. 1894 закінчив Гірничий інститут в Петербурзі. З 1907 і до останніх днів життя досліджував корисні копалини Житомирської, Рівненської і Волинської областей. З 1919 — завідувач кафедри мінералогії та геології Житомирського педагогічного інституту, з 1929 — старший геолог Українського геолого-розвідувального тресту. Опублікував 23 праці з геології. Відкрив родовища топазів, моріонів, ільменіту та ін. Виховав багатьох спеціалістів-геологів. Активний громадський діяч, обирався депутатом Житомирської міськради.